# Ali Beratlıgil
Ali Beratlıgil (ur. 21 października 1931 w İzmicie, zm. 1 lutego 2016 w Bursa) – turecki piłkarz i trener piłkarski. Podczas kariery występował na pozycji obrońcy. Reprezentant Turcji.

## Kariera klubowa
Karierę piłkarską Beratlıgil rozpoczął w klubie Galatasaray SK ze Stambułu. Grał w nim w rozgrywkach Istanbul Lig. W Galatasaray występował w latach 1951–1957. W 1955 i 1956 wywalczył z nim mistrzostwo Ligi Stambułu.
W 1958 Beratlıgil odszedł do Adalet Spor Kulübü. W 1959 zagrał w nim w nowo powstałej lidze tureckiej. W latach 1959–1961 grał w İstanbulsporze, a w latach 1962–1963 w Feriköy SK, w którym zakończył karierę.

## Kariera reprezentacyjna
W reprezentacji Turcji Beratlıgil zadebiutował 11 grudnia 1953 w przegranym 0:1 meczu Mediterranean Cup 1953/1957 z Włochami. W 1954 został powołany do kadry na mistrzostwa świata w Szwajcarii. Tam był rezerwowym i nie rozegrał żadnego spotkania. Od 1956 do 1957 rozegrał w kadrze narodowej 5 meczów.
| Mecze i gole w reprezentacji | Mecze i gole w reprezentacji | Mecze i gole w reprezentacji | Mecze i gole w reprezentacji | Mecze i gole w reprezentacji | Mecze i gole w reprezentacji | Mecze i gole w reprezentacji |
| #                            | Data                         | Stadion                      | Rywal                        | Wynik                        | Gol                          | Rozgrywki                    |
| 1953                         | 1953                         | 1953                         | 1953                         | 1953                         | 1953                         | 1953                         |
| ---------------------------- | ---------------------------- | ---------------------------- | ---------------------------- | ---------------------------- | ---------------------------- | ---------------------------- |
| 1.                           | 11.12.1953                   | Stambuł, Turcja              | Włochy                       | 0:1                          | 0                            | Mediterranean Cup 1953/1957  |
| 1956                         |                              |                              |                              |                              |                              |                              |
| 2.                           | 19.02.1956                   | Stambuł, Turcja              | Węgry                        | 3:1                          | 0                            | towarzyski                   |
| 3.                           | 25.03.1956                   | Lizbona, Portugalia          | Portugalia                   | 1:3                          | 0                            | towarzyski                   |
| 1956                         |                              |                              |                              |                              |                              |                              |
| 4.                           | 19.05.1957                   | Warszawa, Polska             | Polska                       | 1:0                          | 1                            | towarzyski                   |
| 5.                           | 06.11.1957                   | Madryt, Hiszpania            | Hiszpania                    | 0:3                          | 0                            | towarzyski                   |
| 6.                           | 08.12.1957                   | Ankara, Turcja               | Belgia                       | 1:1                          | 0                            | towarzyski                   |